# Tieli Lu
Tieli Lu (chiń. 铁力路站) – stacja początkowa metra w Szanghaju, na linii 3. Zlokalizowana jest pomiędzy stacjami Jiangyang Bei Lu oraz Youyi Lu. Została otwarta 18 grudnia 2006.